# Midtøya
Midtøya est une île norvégienne du comté de Hordaland appartenant administrativement à Bømlo.

## Description
Rocheuse et couverte d'une légère végétation, elle s'étend sur environ 1,840 km de longueur pour une largeur approximative de 1,644 km. Elle compte quelques habitations à sa pointe nord-est. 